# 比利纳河
50°39′28.05″N 14°02′36.63″E / 50.6577917°N 14.0435083°E

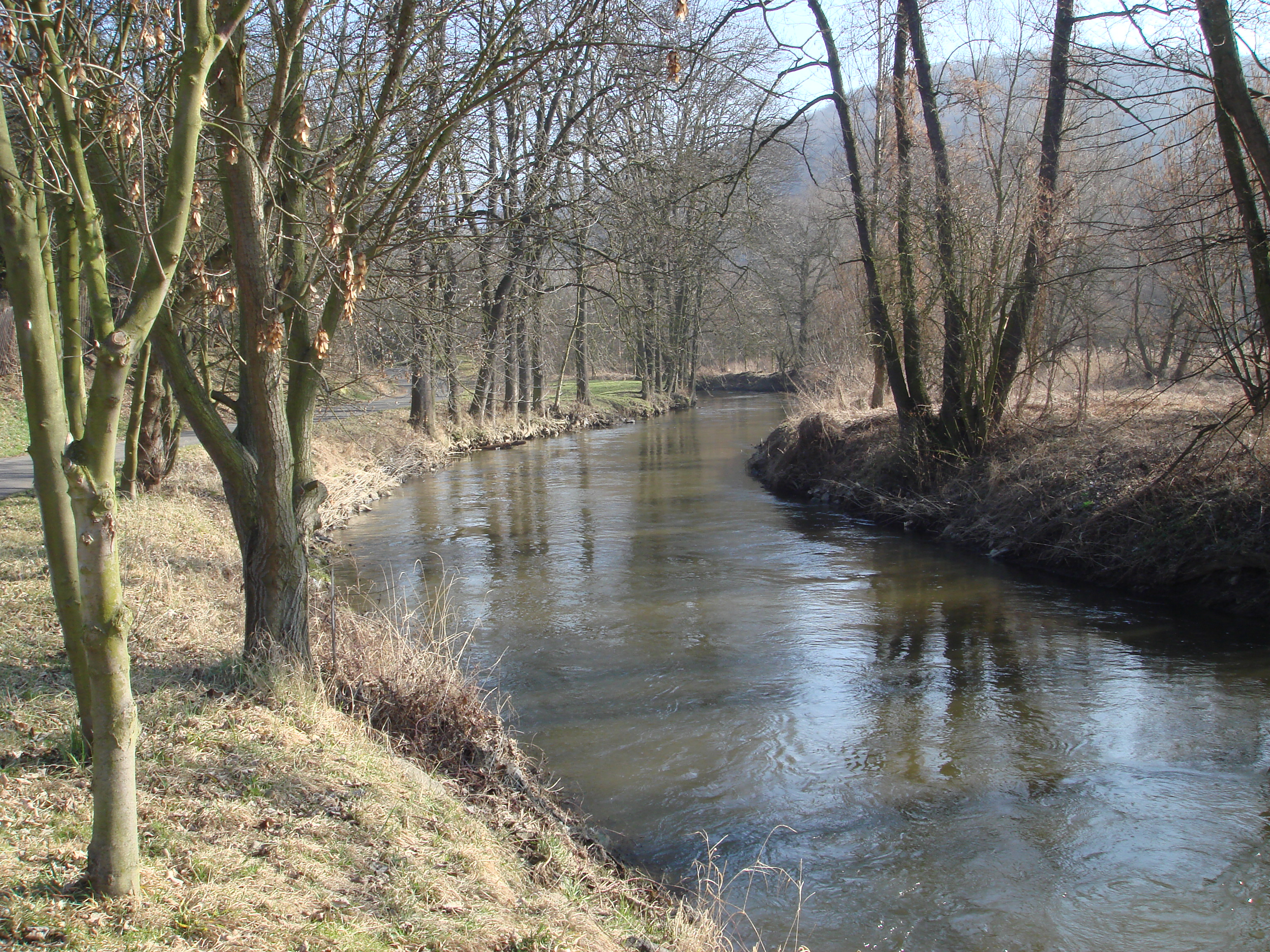
Bílina by Stadice

比利纳河（捷克語：Bílina）发源于捷克霍穆托夫附近的厄尔士山脉，穿越捷克中央山脉，最终在拉贝河畔乌斯季注入易北河。
比利纳河流经的主要城镇有：伊尔科夫、莫斯特、比利纳和拉贝河畔乌斯季。